# Phoenicladocera griveaudi
Phoenicladocera griveaudi är en fjärilsart som beskrevs av De Lajonquière 1972. Phoenicladocera griveaudi ingår i släktet Phoenicladocera och familjen ädelspinnare. Inga underarter finns listade i Catalogue of Life.